# India en los Juegos Olímpicos de Nagano 1998
India estuvo representada en los Juegos Olímpicos de Nagano 1998 por un deportista masculino que compitió en luge.
El portador de la bandera en la ceremonia de apertura fue el piloto de luge Shiva Keshavan. El equipo olímpico indio no obtuvo ninguna medalla en estos Juegos.